# Allofoon
Een allofoon is in de spraak een uitspraakvariant van één bepaalde, minimale (distinctieve) klank, die niet tot betekenisverandering leidt. Klankvarianten worden alleen elkaars “allofonen” genoemd:
- als zij deel uitmaken van hetzelfde foneem én
- als zij elkaar afwisselen op grond van hun plaats in bepaalde fonologische contexten.

## Foneem en allofoon
Gesproken taal is opgebouwd uit spraakklanken, maar die klanken kan men niet kwantificeren. Er valt niet aan te geven hoe groot of hoelang een spraakklank is: de è is er een, maar ook een woord als waterreus is een spraakklank. Wel valt te bepalen welke klanken de kleinste betekenisonderscheidende eenheden zijn, en zulke eenheden noemt men fonemen. 
- De Nederlandse woorden kit en git verschillen naar uitspraak maar in één opzicht. Dit minimale verschil is in het Nederlands voldoende om duidelijk te maken dat het hier om twee verschillende betekenissen gaat: hetzij een lijmsoort, hetzij over een zwarte steen.

Op grond van deze overweging zijn k en g dus in het Nederlands (evenals in bijna alle andere talen van de wereld) twee verschillende fonemen.

### Allofonenbundel
- In de woorden kit en kat wordt de /k/ geheel verschillend uitgesproken. Volgt er een /i/, dan ligt de /k/ voor in de mond; komt er een /a/, dan achterin.  Dit levert echter geen betekenisverschil op: met enige oefening kan een spreker beide [k]’s in zijn uitspraak verwisselen, meestal zonder dat er een ander woord ontstaat. Het betekenisverschil tussen kit en kat wordt de hoorder duidelijk door het verschil tussen de klinkers, de  /i/ en de /a/; niet door het verschil tussen de [k]’s. Die blijven beide deel uitmaken van het ene foneem /k/.

Zo’n plaatsgebonden variant binnen een foneem wordt een allofoon genoemd. Er is alleen van allofonie sprake indien één foneem meerdere allofonen telt: daarmee is een foneem in feite een allofonenbundel. Doordat meerdere allofonen kunnen worden beschouwd als onderdeel van dezelfde bundel, hetzelfde foneem,  is het verschil tussen allofonen kleiner dan het verschil tussen fonemen: allofonie is een subfonemische variatie.
- In de Nederlandse woorden meet en meer komt hetzelfde foneem /e:/ voor. Maar in het tweede geval is die [e:] iets langer en lijkt ook iets meer op een /i/ dan in het eerste woord. Dit is louter een kwestie van plaats: de positie vóór de /r/  veroorzaakt het verschil.
- In het Nederlandse woord lol komt tweemaal een /l/ voor, maar in beide gevallen is de uitspraak heel anders. Ditmaal wordt het verschil niet veroorzaakt door aangrenzende klanken (zoals bij meet – meer of kit – kat) maar door de plaats binnen het woord. Aan het begin van een lettergreep spreken we een “heldere l” uit, met “i-karakteristiek”; aan het eind een “donkere l”, met “oe-karakteristiek”.

## Complementaire distributie
De fonologische context is dus van invloed op de "oppervlaktevorm" van de klank. Op de ene plaats komt het ene allofoon voor, op de andere plek het andere. Ze zijn zodanig verdeeld over de verschillende plaatsingsmogelijkheden van verschillende woorden (begin, midden of eind; naast deze of gene andere klank). Verschillende allofonen worden dus gebruikt in verschillende woorden, als verschillende klankrepresentaties van hetzelfde foneem (zoals het bovenstaande voorbeeld, waarbij de /k/ op verschillende manieren uitgesproken kan worden). Dit wordt ook wel “complementaire distributie” genoemd.
Een van de duidelijk hoorbare voorbeelden van complementaire distributie voor de meeste sprekers binnen het Nederlandse taalgebied is de uitspraak van de r, in het bijzonder de "Gooise r" in de Nederlandse media en bij de jongere generatie in de Randstad. Een “rollende” r, d.w.z. een alveolaire tril [r] of tap [ɾ] is te horen aan het begin van een lettergreep, maar aan het einde van een (gesloten) lettergreep wordt het foneem /r/ gerealiseerd als een approximant [ɹ] (als allofone variant) of neigt zelfs volledig te verdwijnen, met name vóór de nasaal /n/, of de medeklinkergroep /st/.
Indien twee klanken complementaire distributie vertonen, zijn ze echter niet per se elkaars allofoon. Voor het Engels wordt in de literatuur een voorbeeld genoemd dat ook voor het Nederlands geldt: de /h/ kan wel aan het begin van een woord voorkomen, maar niet aan het eind. Bij de /ng/ geldt het omgekeerde: wel aan het einde, juist niet aan het begin. Taalkundigen verwerpen echter de mogelijkheid dat hier van allofonie sprake zou zijn, in de eerste plaats op intuïtieve gronden. Beide klanken “lijken te weinig op elkaar” om één foneem te vormen. Daarnaast voldoen ze ook niet aan de vervangingstoets: een spreker kan ze niet onderling verwisselen en toch hetzelfde woord behouden.

## Situationele gebondenheid
Aangezien allofonen bestaan bij de gratie van hun positie in een groter taalbouwsel (woord, woordgroep), zijn zij geen sociaal of individueel verschijnsel. Bijvoorbeeld:
- Als iemand uit een bepaalde streek met een brouwende /r/ spreekt, heeft dat alles te maken met de streek vanwaar (regiolect) en de sociale klasse waaruit (sociolect) hij afkomstig is. De /r/ zal in alle gevallen brouwen: naast iedere buurklank en in iedere positie. Van allofonie is wat dit betreft, geen sprake.
- Als een spreker wat slist, levert dat geen allofonen op, maar individuele uitspraakvarianten (idiolect).

Niettemin zijn er situationele factoren die bepalen welke allofonen zich voordoen.

### Taal
Zoals talen verschillen naar de fonemen die zij kennen, zo variëren zij ook naar de mate waarin en manieren waarop die fonemen als  allofonenbundels kunnen worden gezien.
- In het Nederlands bestaat een aantal plofklanken, die zo heten omdat zij, nadat de tong een volledige occlusie heeft gemaakt, met een "bevrijdende" plof (burst) tot explosie komen: de /p/, de /t/ en de /k/. Deze fonemen  bestaan in het Indonesisch ook, alleen klinken zij aan het eind van het woord enigszins anders: de explosie blijft uit. Deze allofoon wordt door Nederlandstaligen soms niet als klank herkend, maar is gewoon een variant van de /p/, respectievelijk de /t/  of de /k/.
- Omgekeerd is het verschil in het Nederlands tussen de "lichte" en de "donkere l" niet in alle talen aanwezig.

### Taalverandering
Maar ook binnen één taal zijn de varianten zelf aan variatie onderhevig. Een taal verandert voortdurend, en daarbij kunnen als gevolg van lexicale diffusie nieuwe allofonen ontstaan of juist verdwijnen. 
- Begin 2008 constateert onderzoeker Ben Hermans van het Meertens Instituut een nieuwe allofoon van de /l/ in eindpositie.[1]  Die klinkt als een /w/:

Je moet niet zo maw doen!
Op het moment dat zo’n taalverandering zich voordoet, valt nog niet te beoordelen of zij tijdelijk zal zijn dan wel blijvend. Zij doet zich doorgaans eerst bij bepaalde groepen in de samenleving voor, en vormt daardoor onderdeel van het sociolect van, bijvoorbeeld, jongeren op straat, hoogopgeleide vrouwen, zakenmensen of welke sociale klasse dan ook. 
- De /l/ in eindpositie die wordt uitgesproken als [w], valt waar te nemen in het sociolect van met name hoogopgeleide vrouwen. Binnen dat sociolect is deze eind-[w] een allofoon: de spreeksters gebruiken op andere plaatsen in een woord immers een "gewone" [l].

## Theoretische problemen
Overigens doet zich rond het begrip “allofoon” een aantal theoretische problemen voor.
- In de taalkunde wordt soms getwijfeld of het concept “foneem” als zodanig houdbaar is. Indien dit niet zo is, komt automatisch ook het begrip allofoon op losse schroeven te staan.
- Het is lang niet in alle gevallen even duidelijk of allofonen met enige moeite onderling te verwisselen zouden zijn zonder gevolgen voor de betekenis.
- Het is niet altijd duidelijk of een allofoon echt "onderdeel" uitmaakt van een foneem. In sommige Amerikaans-Engelse dialecten bijvoorbeeld wordt het woord gem met een tamelijk gesloten /e/ uitgesproken die in de richting gaat van een /i/; dit komt door de erop volgende neusklank.  Deze /i/-achtige /e/ zou dus een allofoon van de /e/-klank moeten zijn, zoals die naast ándere klanken voorkomt, in guess  bijvoorbeeld. Echter, de /i/-achtige /e/ klinkt als gevolg van deze fonetische neutralisatie precies zoals de /i/ in Jim, zodat de woorden gem en Jim in deze dialecten niet van elkaar te onderscheiden (homofoon) zijn. Dus in het tweede geval, Jim, zou de klinker eigenlijk juist weer een allofoon moeten zijn van de /i/ in jig.Hieruit volgt dat de /e/ van guess en de /i/ van jig twee verschillende fonemen zijn met eenzelfde allofoon. Dit kan in bepaalde situaties voor verwarring zorgen.
- In het Nederlands heeft de stemloze /k/ een stemhebbende allofoon: in woorden als zakdoek zorgt regressieve assimilatie ervoor dat de stemloze /k/ voor de stemhebbende /d/ ook stemhebbend wordt, en zodoende wordt uitgesproken als een harde [g], een klank die in de klankinventaris van het Nederlands niet als apart foneem voorkomt. Maar een scherpe /k/ mag ook: blijkbaar is er geen betekenisverschil. Het woord goal wordt door veel Nederlandstaligen min of meer uitgesproken als “kool”, maar andersom blijkt het niet mogelijk om het echte woord kool met een stemhebbende [g] laten beginnen. Hierdoor blijft onduidelijk of de scherpe [k] en de stemhebbende [g] in het Nederlands wel echt allofonen zijn binnen het foneem /k/.
- In sommige gevallen wordt het verschil tussen twee fonemen geneutraliseerd. Aan het begin van een Nederlands woord is het verschil tussen de dentalen /t/ en /d/ fonematisch van aard; tal betekent iets anders dan dal. Maar aan het eind van een woord komt als gevolg van auslautverhärtung alleen de stemloze [t] voor, ook al is hier sprake van een onderliggende [d] (die in eerdere fasen van het Nederlands wel werd uitgesproken). Onduidelijk is of uit het voorgaande volgt dat aan het eind van dergelijke woorden daadwerkelijk sprake is van allofonie. Sommige taalkundigen menen dat allofonie iets anders is dan het neutraliseren van dergelijke fonologische opposities. Anderen nemen juist een nog extremer standpunt in en vinden dat zelfs bij ablaut sprake is van allofonie, zoals in de Duitse vormen verlier – verlor; evenals bij loop – liep in het Nederlands.